# Colobothea aleata
Colobothea aleata là một loài bọ cánh cứng trong họ Cerambycidae.